# Папорть (Вологодская область)
Папорть — деревня в Чагодощенском районе Вологодской области.
Входит в состав Белокрестского сельского поселения, с точки зрения административно-территориального деления — в Белокрестский сельсовет.
Расстояние по автодороге до районного центра Чагоды — 14 км, до центра муниципального образования села Белые Кресты — 8 км. Ближайшие населённые пункты — Алексеевское, Березье, Колобово.
По данным переписи в 2002 году постоянного населения не было.